# Prekopa
Prekopa je naselje v Občini Vransko.